# ويليام ماكان
ويليام ماكان (بالإنجليزية: William McCann)‏ هو فلاح وسياسي أسترالي، ولد في 25 يناير 1879، وتوفي في 1 ديسمبر 1961. انتخب عضو المجلس التشريعي الفيكتوري.